# Tom Allen
Thomas Hodge "Tom" Allen, född 16 april 1945 i Portland, Maine, är en amerikansk demokratisk politiker. Han representerade delstaten Maines första distrikt i USA:s representanthus 1997-2009.
Allen gick i skola i Deering High School i Portland, Maine. Han avlade 1967 kandidatexamen vid Bowdoin College. Han fick sedan ett Rhodesstipendium till Oxford där han 1970 avlade ytterligare en kandidatexamen. Under sin tid i England lärde han känna Bill Clinton. Han avlade 1974 juristexamen vid Harvard Law School. Han var borgmästare i Portland 1991-1992.
Allen besegrade sittande kongressledamoten James B. Longley, Jr. i kongressvalet 1996. Han omvaldes fem gånger.
Allen utmanade sittande senatorn Susan Collins i kongressvalet i USA 2008. Collins vann med 61,5% av rösterna mot 38,5% för Allen.